# 田村逸也
田村 逸也（たむら いつや、1925年12月29日 - 2022年2月13日）は、日本の実業家。株式会社タムラ製作所元代表取締役会長・社長。藍綬褒章受章。

## 人物・経歴
1925年12月29日、タムラ製作所（前・田村ラヂオ商会）創業者・田村得松の長男として生まれる。
1950年3月、立教大学経済学部卒業。同月、株式会社タムラ製作所入社。
1953年9月、同社取締役副社長就任。1960年5月、同社代表取締役社長就任。
1999年6月、同社代表取締役会長就任。2001年6月、同社取締役会長就任。
父で創業者である得松の後継者として、約40年間（1960～1999年）にわたって2代目社長を務めた。この間、高度経済成長期の波の中で、生産や販売などの面において国内外で業績を拡大させ、会社の成長をけん引した。
藍綬褒章を受章したほか、東京商工会議所常議員など、経済団体や業界団体の役職も多く務めた。